# Publius Cornelius Sulla
Publius Cornelius Sulla (†45.v.Chr.) was een Romeins staatsman en legeraanvoerder. Hij was de neef van Lucius Cornelius Sulla en de zwager van Pompeius. In 65 v.Chr. deed hij een gooi naar het consulschap.

## Levensloop
Na het volgen van de voorgeschreven stappen in de cursus honorum, presenteerde hij zichzelf samen met Publius Autronius Paetus voor het ambt van consul voor het jaar 65 v.Chr. Beide werden beschuldigd van verkiezingsfraude (de ambitu) en uit de senaat gezet. Daarna sloot hij zich aan bij Lucius Sergius Catilina en nam deel aan de samenzwering in 63 v.Chr. In tegenstelling tot zijn collega verdedigde Marcus Tullius Cicero zijn zaak en hij werd vrijgesproken.
Tijdens de burgeroorlog tussen Pompeius en Caesar (49-45 v.Chr.) koos hij partij voor Julius Caesar. Hij was legeraanvoerder tijdens de Slag bij Dyrrhachium (48 v.Chr.) en de Slag bij Pharsalus. Publius Cornelius Sulla stierf in 45 v.Chr.